# Чиль
Чиль (швед. Kil) — містечко (tätort, міське поселення) у центральній Швеції в лені  Вермланд. Адміністративний центр комуни  Чиль. 

## Географія
Містечко знаходиться у центральній частині лена  Вермланд за 322 км на захід від Стокгольма.

## Історія
Чиль є залізничним вузлом, що об'єднує лінії з п'яти напрямків.

## Герб міста
Герб ландскомуни Стура-Чиль отримав королівське затвердження 1963 року.
Герб: у срібному полі синє вузьке перекинуте вістря.
Номінальний символ: геральдична фігура утворює клин (швед. kil) і вказує на назву комуни.
Після адміністративно-територіальної реформи, проведеної в Швеції на початку 1970-х років, муніципальні герби стали використовуватися лишень комунами. Цей герб був 1971 року перебраний для нової комуни Чиль. 

## Населення
Населення становить 7 660 мешканців (2018). 

## Спорт
У поселенні базуються футбольні клуби ІФ Чиль та Чильс АІК, хокейний Чиль АІК ІК та інші спортивні організації. 

## Галерея

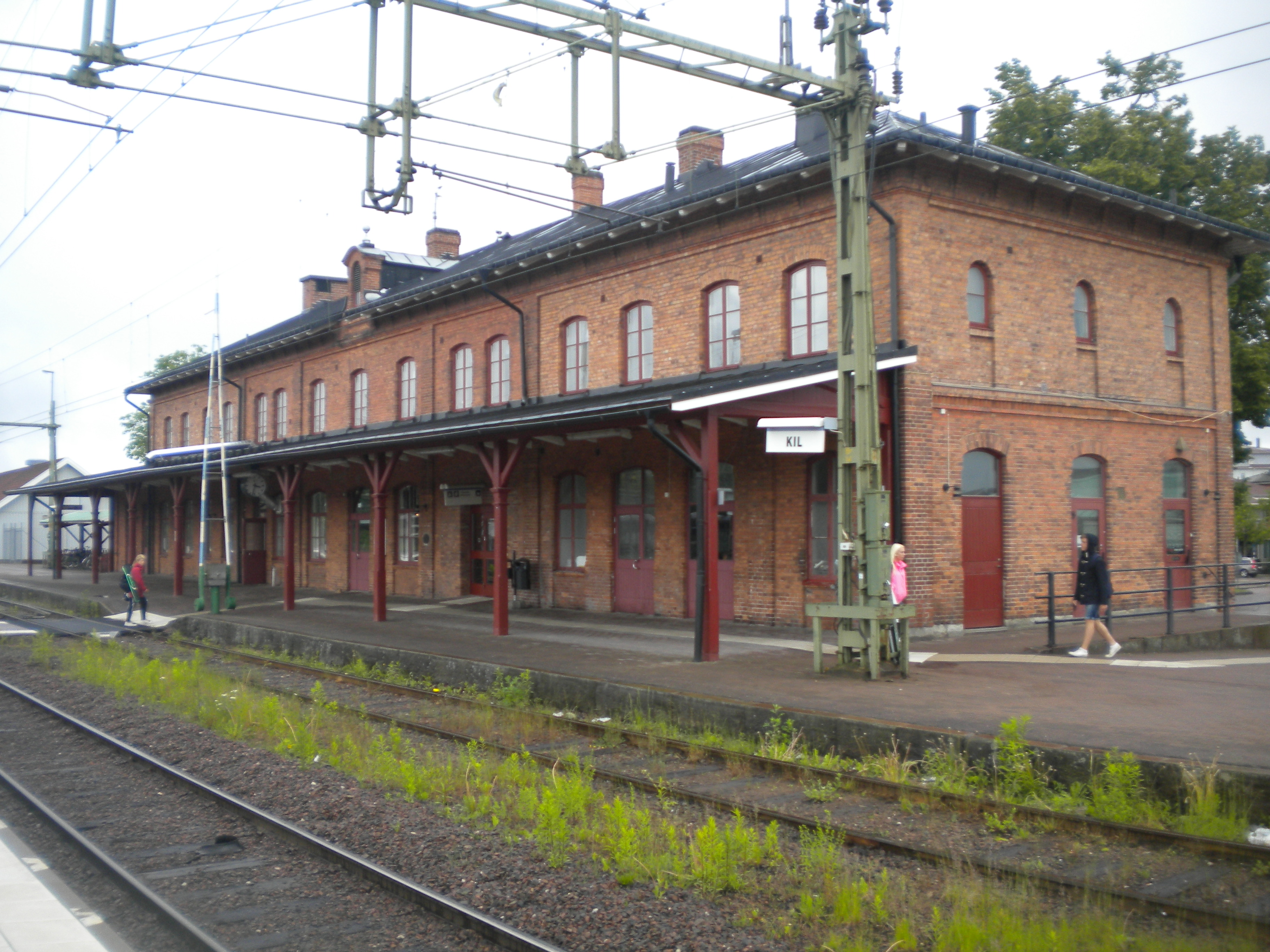
Залізнична станція
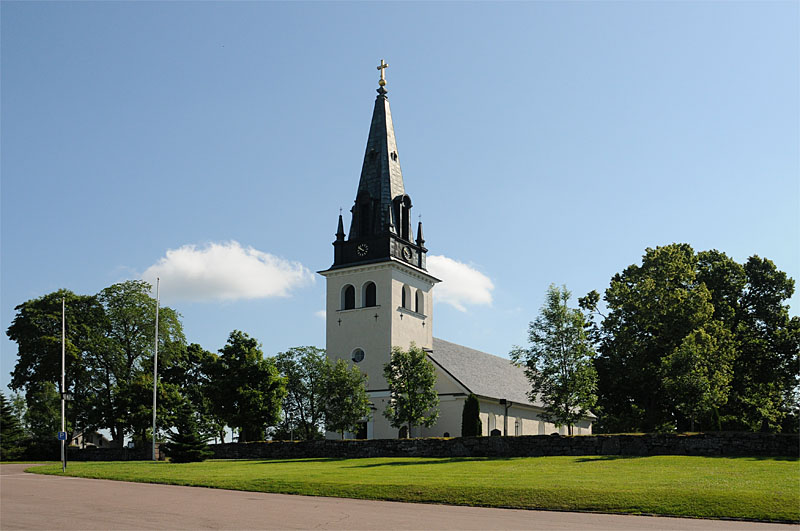
Церква

## Покликання
- Сайт комуни Чиль [Архівовано 12 березня 2021 у Wayback Machine.]